# H10N7
H10N7 é um subtipo de Influenzavirus A, um género de ortomixovírus, que são os vírus responsáveis pela gripe. Este subtipo é um dos vários às vezes chamado de vírus da gripe aviária.
Em 2004 no Egito, H10N7 foi relatado pela primeira vez em seres humanos. 